# Rhododendron asterochnoum
Rhododendron asterochnoum är en ljungväxtart som beskrevs av Friedrich Ludwig Diels. Rhododendron asterochnoum ingår i släktet rododendron, och familjen ljungväxter. Utöver nominatformen finns också underarten R. a. brevipedicellatum.